# Johannes Gadamer

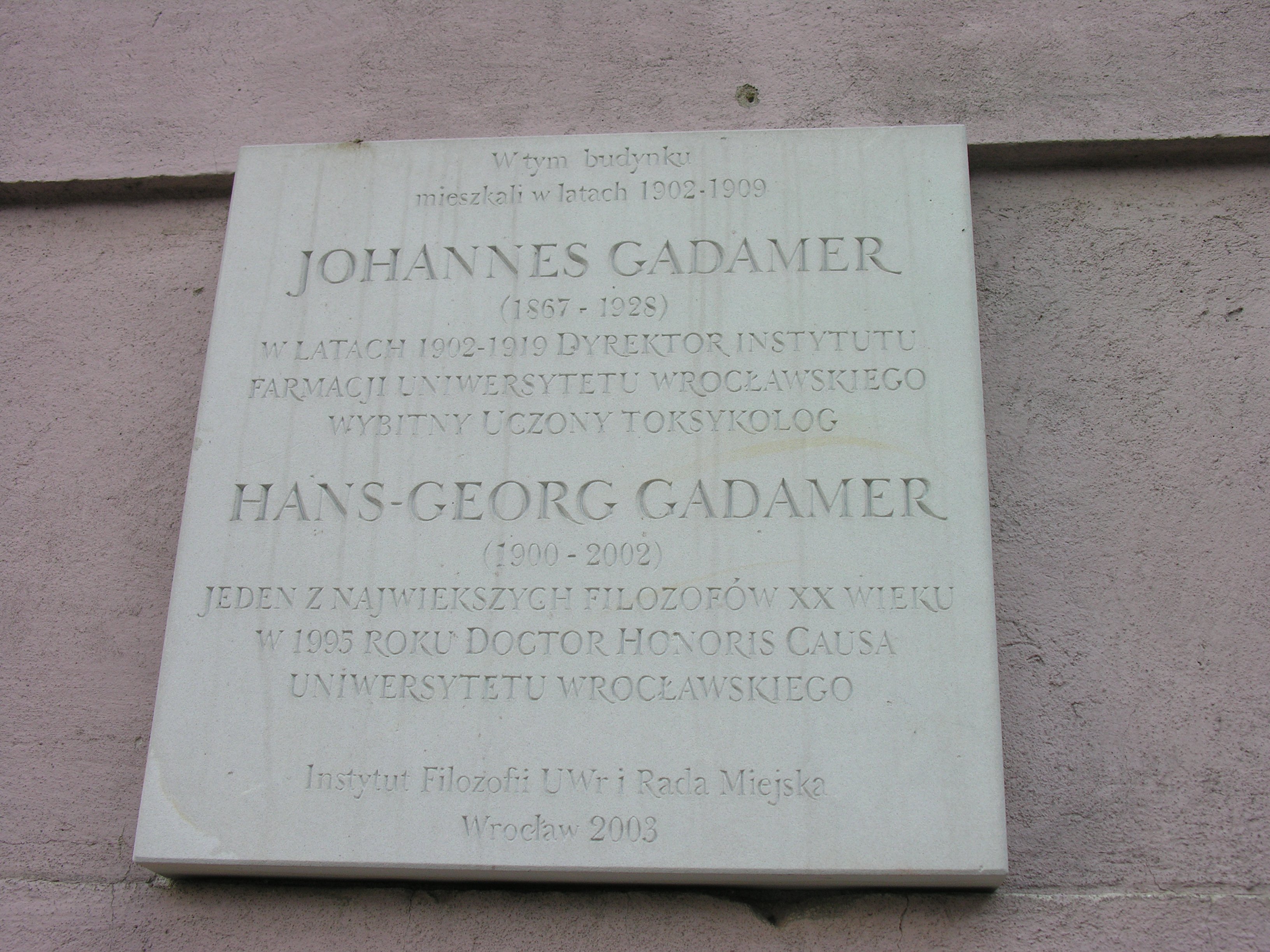
Johannes Gadamer und Hans-Georg Denkmal in Breslau

Johannes Georg Gadamer (* 1. April 1867 in Waldenburg, Provinz Schlesien; † 15. April 1928 in Marburg) war ein deutscher Chemiker.

## Leben
Johannes Gadamer, Sohn des Unternehmers Oskar Gadamer und dessen Ehefrau Anna, geborene Puschmann, begann seine Laufbahn als Apotheker.
Zum Studium zog es ihn dann nach Marburg, wo er sich der Landsmannschaft Hasso-Borussia anschloss. Er legte an der Philipps-Universität Marburg 1893 sein Staatsexamen ab und wurde 1895 als akademischer Schüler von Ernst Schmidt mit einer Arbeit über Beitrage zur Kenntnis des Thiosinamins und seiner Halogenadditiionsproducte zum Dr. phil. promoviert. 1897 habilitierte er sich dort auch, wobei Ernst Schmidt weiterhin sein Mentor blieb. 1900 wurde sein Sohn, der bedeutende Philosoph Hans-Georg Gadamer geboren. 1902 folgte er einem Ruf auf eine Professur für pharmazeutische Chemie an der Universität Breslau und blieb dort bis 1919. Als Nachfolger von Ernst Schmidt übernahm er dann dessen Professur an der Philipps-Universität Marburg, deren Rektor er 1921/1922 war. Sein Wirken als akademischer Lehrer führte in Fortsetzung der Schmidt-Schule seines akademischen Lehrers zur Entstehung einer Gadamer-Schule.

## Wirken
Neben seinen umfangreichen wissenschaftlichen Arbeiten zur Strukturaufklärung von Naturstoffen (Schwerpunkt: Alkaloide) übernahm Gadamer umfangreiche weitere Aufgaben. Von 1913 bis 1915 war er Dekan der philosophischen Fakultät der Universität Breslau. 1915 wurde er in den Reichsgesundheitsrat berufen, 1916 zum Geheimen Regierungsrat ernannt. Zum Dr. med. h. c. wurde er 1927 von der medizinischen Fakultät der Universität Breslau promoviert.

## Werke
- Lehrbuch der chemischen Toxikologie und Anleitung zur Ausmittelung der Gifte: für Chemiker, Apotheker und Mediziner. Vandenhoeck u. Ruprecht, Göttingen 1909. Digitalisierte Ausgabe der Universitäts- und Landesbibliothek Düsseldorf